# Stream Tower
Der Stream Tower ist ein Bürohochhaus im Berliner Ortsteil Friedrichshain des Bezirks Friedrichshain-Kreuzberg. Der rund 97,5 Meter hohe Turm ist Teil des Neubaugeländes Mediaspree. Er wurde von der Signa Holding gebaut, 2022 fertiggestellt und an das Unternehmen Zalando als Hauptmieter übergeben.

## Planung und Bau
Entworfen wurde der Hochhausneubau mit 24 Etagen und rund 57.000 m² Bruttogeschossfläche vom Berliner Architekturbüro Gewers Pudewill.
Der erste Spatenstich erfolgte am 6. März 2019. Ab dem siebten Obergeschoss staffelt sich der Bau versetzt in die Tiefe und wird von den Architekten als „stadträumliche Skulptur“ bezeichnet.
Anfang 2022 wurde der Bau abgeschlossen und vom Auftraggeber, der österreichischen Signa Holding, an den Hauptmieter Zalando übergeben.

## Zalando
Rund um die Arena entstand in den 2020er Jahren ein (quasi) „Zalando Campus“: zwei Gebäude an der Valeska-Gert-Straße werden für die Firmenzentrale genutzt und auch im von Signa errichteten „Up!“-Gebäude will Zalando einziehen.